# Гумний, Роберт
Ро́берт Кши́штоф Гу́мний, также Гумны (пол. Robert Krzysztof Gumny; род. 4 июня 1998, Познань) — польский футболист, защитник клуба «Лех» и сборной Польши.

## Клубная карьера
Гумний является воспитанником польского «Леха». С сезона 2015/2016 привлекался к главной команде. 19 марта 2016 года дебютировал в польском первенстве в поединке против «Легии», выйдя на замену на 90-й минуте вместо Томаша Кенджоры. Всего в дебютном сезоне провёл четыре матча, из них дважды появлялся в стартовом составе.
С сезона 2016/17 является основным защитником команды.

## Карьера в сборной
Выступал за юношеские сборные Польши различных возрастов. Являлся основным защитником команды до 19 лет. Принимал участие в отборочных матчах к юношеским чемпионатам Европы, однако вместе со сборной в финальную часть не выходил.
Дебют в национальной сборной Польши состоялся 11 ноября 2020 года в товарищеском матче против Украины (2:0).

## Достижения
- Обладатель Суперкубка Польши: 2016